# Bodenskolan
Bodenskolan var en grupp om
14 konstnärer i Boden som anordnade utställningar, kurser och resor tillsammans på 1950- och 1960-talen. 
De var en lös gruppering, en konstnärsgrupp, som umgicks, lärde av och inspirerades av varandra. Flera av dessa konstnärer blev med tiden väletablerade och kunde leva på sin konst. De kom att spela en viktig roll, inte bara för Boden, utan för hela Norrbottens konstliv.
Bodenskolan bestod av Sven Bohman, Jean Carlbrand, Gösta Hedström, Ingvar Jigrud, Bertil Linné, June Montana Lorentz, Jan Olof Marner, Gösta Näsvall, Hjalmar Rönnbäck, Stig Sandberg, John Thorgren, Rune Wanler, Stig Winnerskog och Bror Zackrisson.